# El Greco (film 1948)
El Greco è un documentario cortometraggio del 1948 diretto da José María Elorrieta e basato sulla vita del pittore greco El Greco.